# توم ويلسون (كاتب)
توم ويلسون (بالإنجليزية: Tom Wilson)‏ هو منتج أسطوانات وملحن وكاتب وشاعر أمريكي، ولد في 25 مارس 1931 في واكو في الولايات المتحدة، وتوفي في 6 سبتمبر 1978 في لوس أنجلوس في الولايات المتحدة.

## وصلات خارجية
- الموقع الرسمي
- توم ويلسون على موقع الموسوعة البريطانية (الإنجليزية)
- توم ويلسون على موقع ميوزك برينز (الإنجليزية)
- توم ويلسون على موقع أول ميوزيك (الإنجليزية)
- توم ويلسون على موقع ديسكوغز (الإنجليزية)